# ŠK Prameň Kováčová
ŠK Prameň Kováčová là một câu lạc bộ bóng đá Slovakia, đến từ thị trấn Kováčová.

## Màu sắc
Màu sắc của câu lạc bộ là vàng và xanh dương.